# Список премьеров Нового Южного Уэльса
Премьер Нового Южного Уэльса (англ. Premier of New South Wales) является главой правительства в штате Новый Южный Уэльс.
Правительство Нового Южного Уэльса, как и во всей Австралии, построено в соответствии с Вестминстерской системой, с парламентом Нового Южного Уэльса, действующим в качестве законодательного органа. Премьер назначается губернатором Нового Южного Уэльса (исполняющим официальную волю монарха) и, согласно современным правилам, занимает свой пост пока пользуется поддержкой большинства членов нижней палаты парламента — Законодательного собрания.
До основания Федерации в 1901 году использовался термин «Премьер-министр Нового Южного Уэльса» (англ. Prime Minister of New South Wales). «Премьер» используется исключительно с 1901 года, чтобы не возникало путаницы с федеральным премьер-министром Австралии.
В настоящее время должность занимает Доминик Перротте, глава местного отделения Австралийской либеральной партии. Он вступил в должность 5 октября 2021 года.
Применённая в первом столбце таблицы нумерация является условной.

## Список
| №          | Фамилия-Имя        | Партия                    | Вступил в должность | Покинул должность |
| ---------- | ------------------ | ------------------------- | ------------------- | ----------------- |
| 1          | Стюарт Дональдсон  | Беспартийный              | 6 июня 1856         | 25 августа 1856   |
| 2          | Коупер Чарльз      | Беспартийный              | 25 августа 1856     | 2 октября 1856    |
| 3          | Генри Паркер       | Беспартийный              | 3 октября 1856      | 7 июля 1857       |
| 2 (II)     | Коупер Чарльз      | Беспартийный              | 7 июля 1857         | 26 октября 1859   |
| 4          | Форстер Уильям     | Беспартийный              | 27 октября 1859     | 8 марта 1860      |
| 5          | Робертсон Джон     | Беспартийный              | 9 марта 1860        | 9 января 1861     |
| 2 (III)    | Коупер Чарльз      | Беспартийный              | 10 января 1861      | 15 октября 1863   |
| 6          | Мартин Джеймс      | Беспартийный              | 16 октября 1863     | 2 февраля 1865    |
| 2 (IV)     | Коупер Чарльз      | Беспартийный              | 3 февраля 1865      | 21 января 1866    |
| 6 (II)     | Мартин Джеймс      | Беспартийный              | 22 января 1866      | 26 октября 1868   |
| 5 (II)     | Робертсон Джон     | Беспартийный              | 27 октября 1868     | 12 января 1870    |
| 2 (V)      | Коупер Чарльз      | Беспартийный              | 13 января 1870      | 15 февраля 1870   |
| 6 (III)    | Мартин Джеймс      | Беспартийный              | 16 февраля 1870     | 13 мая 1872       |
| 7          | Генри Паркс        | Беспартийный              | 14 мая 1872         | 8 февраля 1875    |
| 5 (\|\|\|) | Робертсон Джон     | Беспартийный              | 9 февраля 1875      | 21 марта 1877     |
| 7 (II)     | Генри Паркс        | Беспартийный              | 22 марта 1877       | 16 августа 1877   |
| 5 (IV)     | Робертсон Джон     | Беспартийный              | 17 августа 1877     | 17 декабря 1877   |
| 8          | Фарнел Джеймс      | Беспартийный              | 18 декабря 1877     | 20 декабря 1878   |
| 7 (III)    | Генри Паркс        | Беспартийный              | 21 декабря 1878     | 4 января 1883     |
| 9          | Стюарт Александр   | Беспартийный              | 5 января 1883       | 6 октября 1885    |
| 10         | Диббс Джордж       | Беспартийный              | 7 октября 1885      | 21 декабря 1885   |
| 5 (V)      | Робертсон Джон     | Беспартийный              | 22 декабря 1885     | 25 февраля 1886   |
| 11         | Дженнигс Патрик    | Беспартийный              | 26 февраля 1886     | 19 января 1887    |
| 7 (IV)     | Генри Паркс        | Беспартийный              | 20 января 1887      | 16 января 1889    |
| 10 (II)    | Диббс Джордж       | Беспартийный              | 17 января 1889      | 7 марта 1889      |
| 7 (V)      | Генри Паркс        | Партия свободной торговли | 8 марта 1889        | 22 октября 1891   |
| 10 (III)   | Диббс Джордж       | Протекционистская партия  | 23 октября 1891     | 2 августа 1894    |
| 12         | Рид Джордж         | Партия свободной торговли | 3 августа 1894      | 13 сентября 1899  |
| 13         | Лайн Уильям        | Протекционистская партия  | 14 сентября 1899    | 27 марта 1901     |
| 14         | Си Джон            | Партия прогресса          | 28 марта 1901       | 14 июня 1904      |
| 15         | Уодделл Томас      | Партия прогресса          | 15 июня 1904        | 29 августа 1904   |
| 16         | Каррутерс Джозеф   | Партия либеральных реформ | 30 августа 1904     | 1 октября 1907    |
| 17         | Уэйд Чарльз        | Партия либеральных реформ | 2 октября 1907      | 20 октября 1910   |
| 18         | Макгоуэн Джеймс    | Лейбористская партия      | 21 октября 1910     | 29 июня 1913      |
| 19         | Холман Уильям      | Лейбористская партия      | 30 июня 1913        | 15 ноября 1916    |
| 19         | Холман Уильям      | Националистическая партия | 15 ноября 1916      | 12 апреля 1920    |
| 20         | Стори Джон         | Лейбористская партия      | 13 апреля 1920      | 5 октября 1921    |
| 21         | Дули Джеймс        | Лейбористская партия      | 5 октября 1921      | 20 декабря 1921   |
| 22         | Фуллер Джордж      | Националистическая партия | 20 декабря 1921     | 20 декабря 1921   |
| 21(II)     | Дули Джеймс        | Лейбористская партия      | 20 декабря 1921     | 13 апреля 1922    |
| 22(II)     | Фуллер Джордж      | Националистическая партия | 13 апреля 1922      | 17 июня 1925      |
| 23         | Лэнг Джэк          | Лейбористская партия      | 17 июня 1925        | 18 октября 1927   |
| 24         | Бавин Томас        | Националистическая партия | 18 октября 1927     | 3 ноября 1930     |
| 23 (II)    | Лэнг Джек          | Лейбористская партия      | 4 ноября 1930       | 13 мая 1932       |
| 25         | Стивенс Бертрам    | Единая Австралия          | 13 мая 1932         | 5 августа 1939    |
| 26         | Майр Александр     | Единая Австралия          | 5 августа 1939      | 16 мая 1941       |
| 27         | Маккел Уильям      | Лейбористская партия      | 16 мая 1941         | 6 февраля 1947    |
| 28         | Макгирр Джеймс     | Лейбористская партия      | 6 февраля 1947      | 2 апреля 1952     |
| 29         | Кэхилл Джозеф      | Лейбористская партия      | 2 апреля 1952       | 22 октября 1959   |
| 30         | Хеффрон Боб        | Лейбористская партия      | 23 октября 1959     | 30 апреля 1964    |
| 31         | Реншоу Джек        | Лейбористская партия      | 30 апреля 1964      | 13 мая 1965       |
| 32         | Аскин Роберт       | Либеральная партия        | 13 мая 1965         | 3 января 1975     |
| 33         | Льюис Том          | Либеральная партия        | 3 января 1975       | 23 января 1976    |
| 34         | Уиллис Эрик        | Либеральная партия        | 23 января 1976      | 14 мая 1976       |
| 35         | Невилл Вран        | Лейбористская партия      | 14 мая 1976         | 4 июля 1986       |
| 36         | Ансуорт Барри      | Лейбористская партия      | 4 июля 1986         | 25 марта 1988     |
| 37         | Грейнер Ник        | Либеральная партия        | 25 марта 1988       | 24 июня 1992      |
| 38         | Фейи Джон          | Либеральная партия        | 24 июня 1992        | 4 апреля 1995     |
| 39         | Карр Боб           | Лейбористская партия      | 4 апреля 1995       | 3 августа 2005    |
| 40         | Моррис Йемм        | Лейбористская партия      | 3 августа 2005      | 5 сентября 2008   |
| 41         | Рис Натан          | Лейбористская партия      | 5 сентября 2008     | 4 декабря 2009    |
| 42         | Кенелли Кристина   | Лейбористская партия      | 4 декабря 2009      | 28 марта 2011     |
| 43         | О’Фаррелл Барри    | Либеральная партия        | 28 марта 2011       | 17 апреля 2014    |
| 44         | Бэрд Майк          | Либеральная партия        | 17 апреля 2014      | 23 января 2017    |
| 45         | Бережиклян, Глэдис | Либеральная партия        | 23 января 2017      | 1 октября 2021    |
| 46         | Перротте, Доминик  | Либеральная партия        | 5 октября 2021 года | н. в.             |

### Комментарии
1. ↑  С 16 мая по 29 июля 1983 года обязанности исполнял вице-премьер Лаури Джон Фергюссон